# ادی دیزن
ادی دیزن (به انگلیسی: Eddie Deezen) (زاده ۶ مارس ۱۹۵۷) بازیگر آمریکایی است.

## گزیده فیلم‌شناسی
فهرست برخی از فیلم‌هایی که ادی دیزن در آنها به ایفای نقش پرداخته است:
- می‌خواهم دستت را نگه دارم در نقش ریچارد رینگو کلاوس
- ۱۹۴۱
- گریس
- گریس ۲
- سردسته تبه‌کاران در نقش تونی آنتونی
- ضد جاسوسی
- زاپ شده!
- سکوت ژامبون‌ها
- جنون نیمه‌شب